# 287 î.Hr.
Anul 287 î.Hr. (CCLXXXVII î.Hr.) a fost un an al calendarului roman.

## Nașteri
- Arhimede, matematician și inventator grec (d.c. 212 î.Hr.)

## Decese
- Teofrast, 84 ani, filosof grec la Școala Peripatetică (n. 371 î.Hr.)